# Spinhoplathemistus kaszabi
Spinhoplathemistus kaszabi är en skalbaggsart som beskrevs av Stefan von Breuning 1973. Spinhoplathemistus kaszabi ingår i släktet Spinhoplathemistus och familjen långhorningar. Inga underarter finns listade i Catalogue of Life.